# Edificio del Parlamento de Quebec
El edificio del Parlamento de Quebec (en francés: Hôtel du Parlement) es un edificio de ocho plantas en y la sede del Parlamento de Quebec, compuesto por el Teniente Gobernador de Quebec y la Asamblea Nacional. El edificio fue diseñado por el arquitecto Eugène-Étienne Taché, se construyó entre 1877 y 1886. Con la torre frontal, el edificio mide 52 metros de altura. Está situado en la plaza de la asamblea nacional (Place de l'Assemblée nationale), en la cima de la colina del parlamento en el barrio de Vieux-Québec–Cap-Blanc–colline Parlementaire, justo fuera de las murallas del casco antiguo de Quebec. Esta área forma parte del municipio de La Cité-Limoilou.

## Arquitectura
Su estilo arquitectónico es segundo imperio, que fue muy popular para edificios prestigiosos en Europa y Estados Unidos a finales del siglo XIX (sobre todo en Francia donde se originó). Aunque de alguna manera es más sobrio en apariencia sin un campanario central. El parlamento de Quebec se asemeja mucho al Ayuntamiento de Filadelfia, otra construcción del mismo estilo en Norteamérica, construida en el mismo periodo. A pesar de la forma simétrica del edificio con una torre de reloj frontal en el centro es típica de las instituciones legislativas de herencia británica, se considera que el estilo arquitectónico es único entre las demás edificaciones parlamentarias de las capitales de las provincias canadienses. La fachada tiene un panteón que representa eventos importantes y personas de la historia de Quebec.

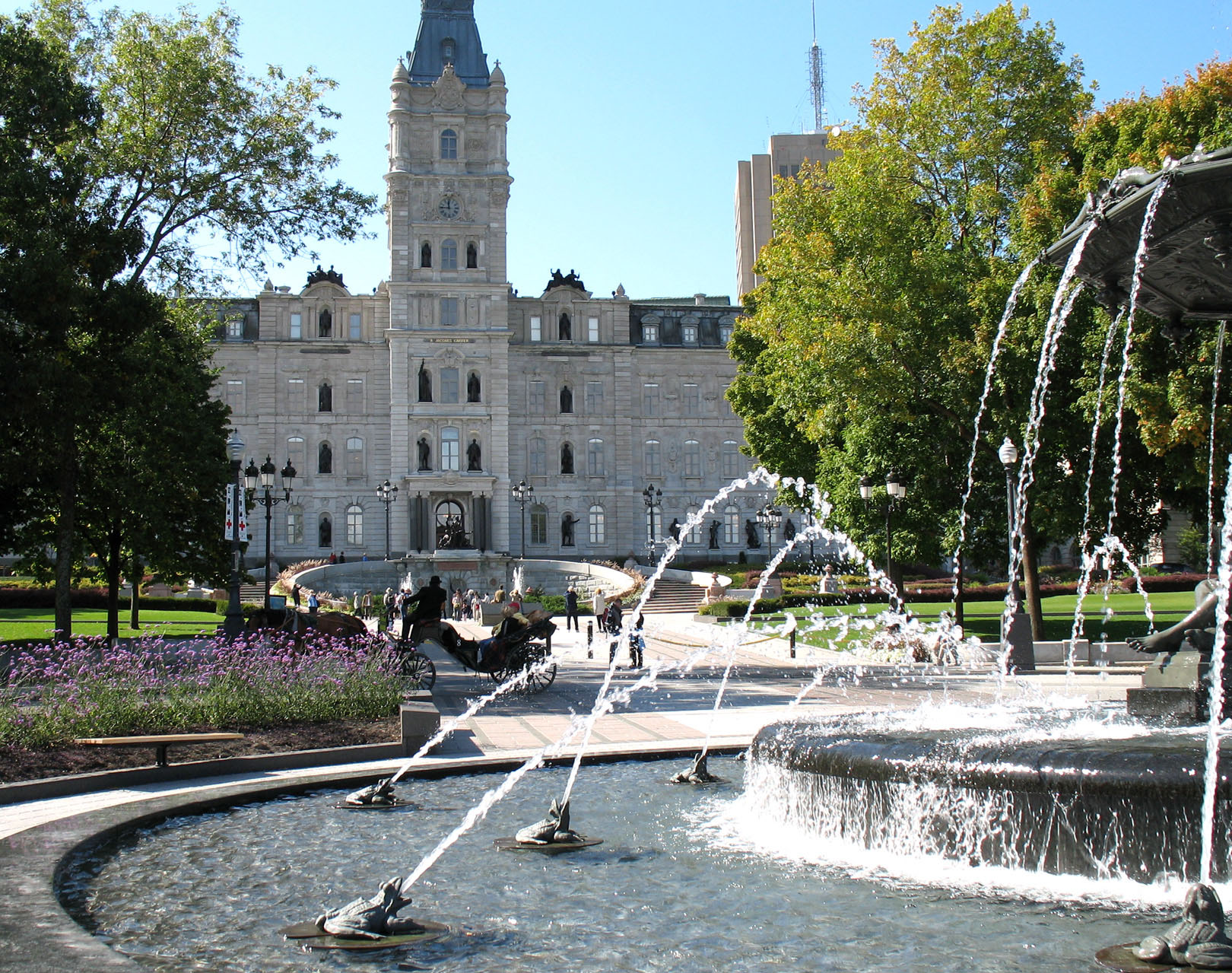
La Fontaine de Tourny al este del Edificio del Parlamento

Otros edificios adicionales se añadieron junto a los edificios del parlamento:
- Édifice André-Laurendeau fue añadido a partir de 1935 a 1937 para acoger el ministerio de transporte.
- Édifice Honoré-Mercier fue añadido a partir de 1922 a 1925 para el ministerio del tesoro (finanzas), el procurador general y al secretario general de la asamblea nacional.
- Édifice Jean-Antoine-Panet fue añadido a partir de 1931 a 1932 para Ministerio de Agricultura.
- Édifice Pamphile-Le Puede agregado de 1910 a 1915 para la Biblioteca de la Asamblea Nacional, otras oficinas de gobierno y el Consejo Ejecutivo.

## Estatuas
La fachada de la Asamblea Nacional de Quebec, tiene 22 estatuas de personas importantes de la historia de la provincia y otras en los terrenos de los edificios:
- La halte dans la forêt (La familia amerindia)
- Lord Elgin, James Bruce
- Francois-Gaston, Duc de Lévis
- James Wolfe
- Marquis de Montcalm, Louis Joseph
- Honoré Mercier
- Louis Hippolyte LaFontaine
- Jean de Brébeuf
- Nicolas Viel
- René Lévesque
- Jean Lesage
- Maurice Duplessis
- Poesía e historia
- Louis de Buade de Frontenac
- Religión y país
- Samuel de Champlain
- Paul de Chomedey de Maisonneuve
- Francois-Xavier de Montmorency Laval
- Marguerite Bourgeoys
- Jean-Jacques Olier
- Charles-Michel de Salaberry
- Robert Baldwin
- Guy Carleton, 1st Baron Dorchester
- Pierre Boucher
- Jean Talon
- Pierre Le Moyne Sieur d'Iberville
- Pierre Gaultier de Varennes, sieur de La Vérendrye
- Jacques Marquette
- Louis Jolliet
- Marie Guyart

Estatuas
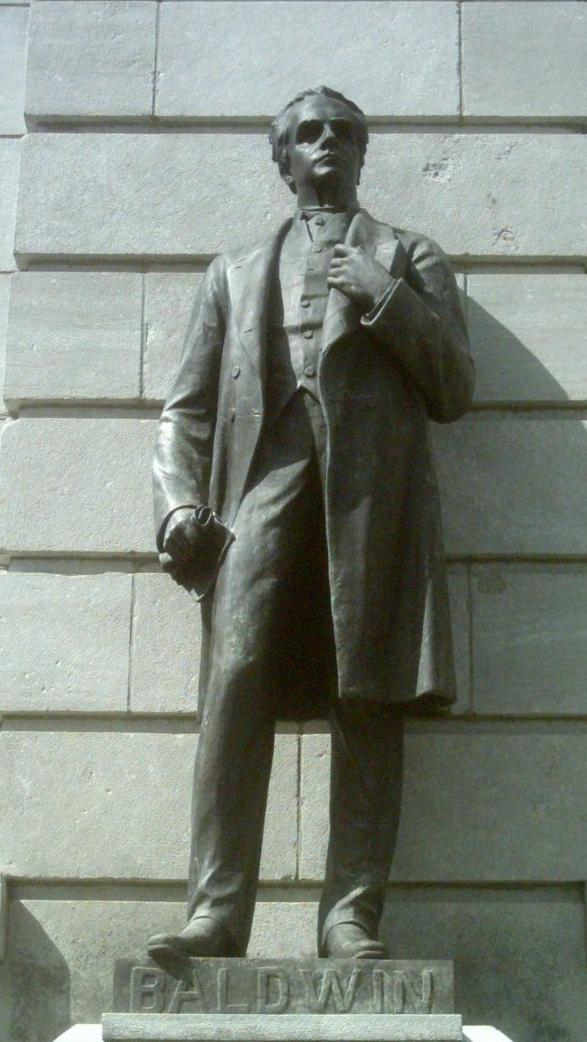
Robert Baldwin
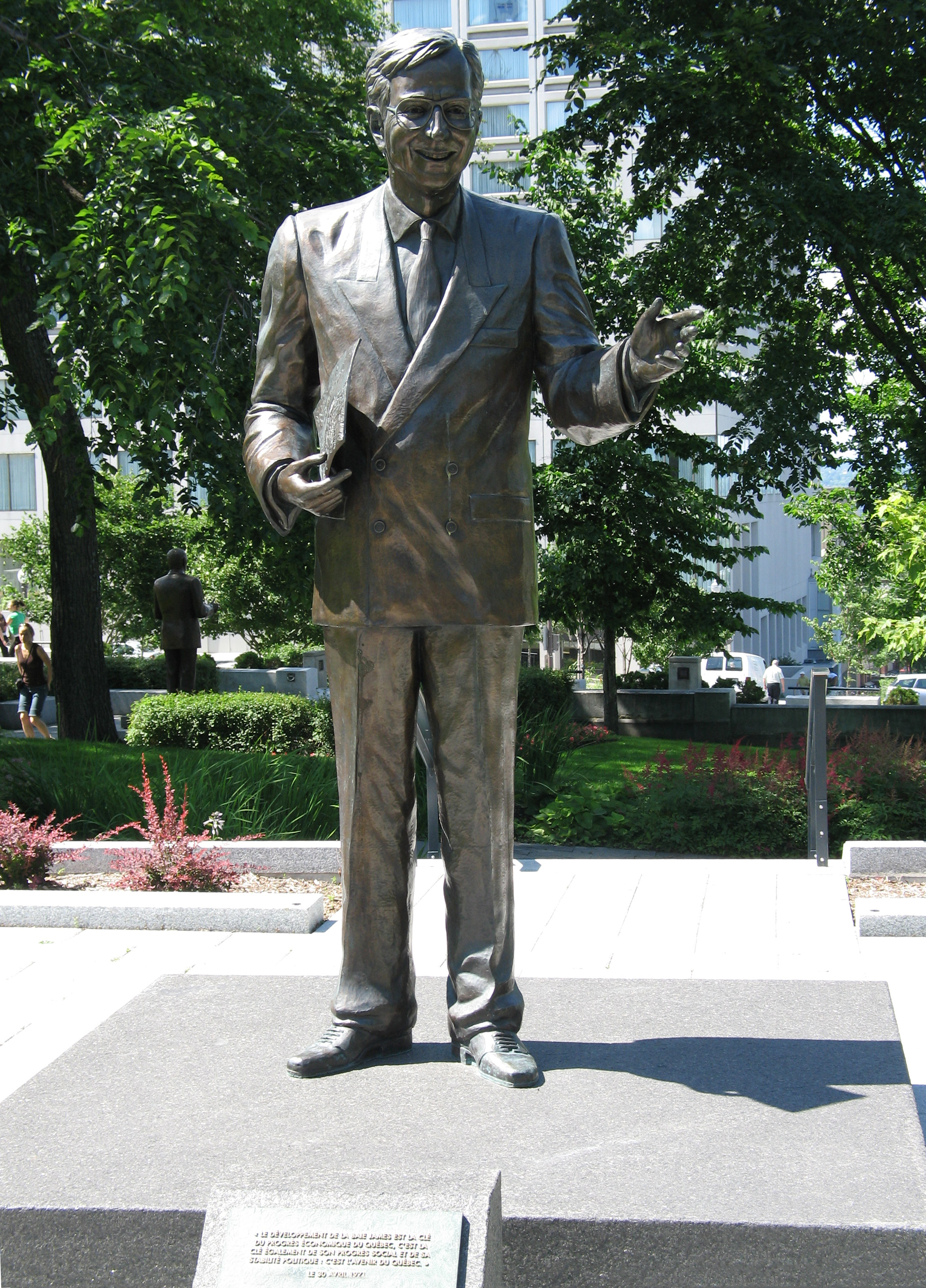
Robert Bourassa
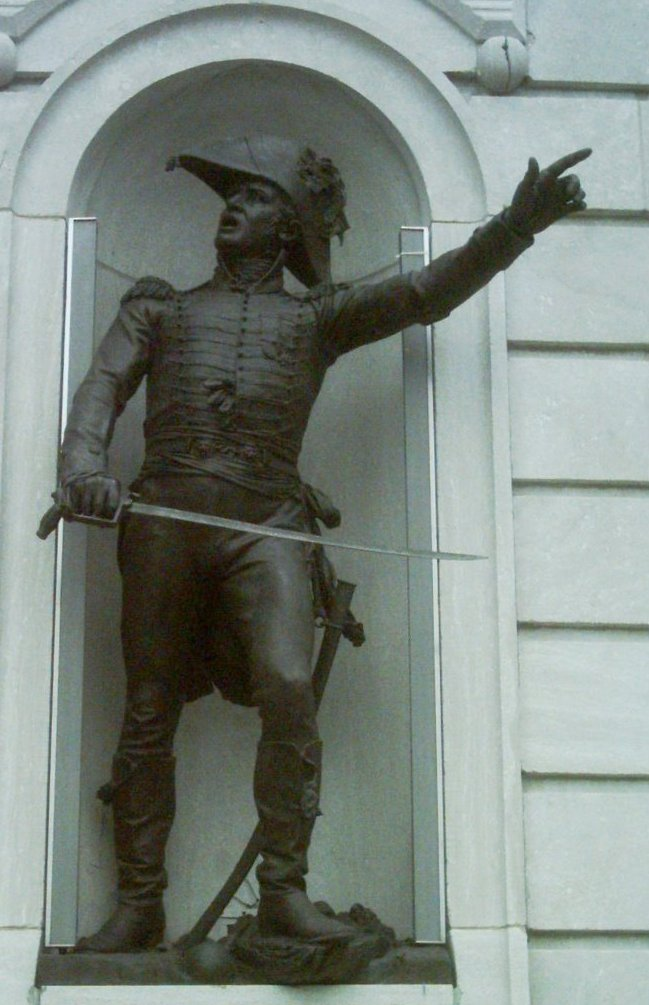
Charles-Michel de Salaberry
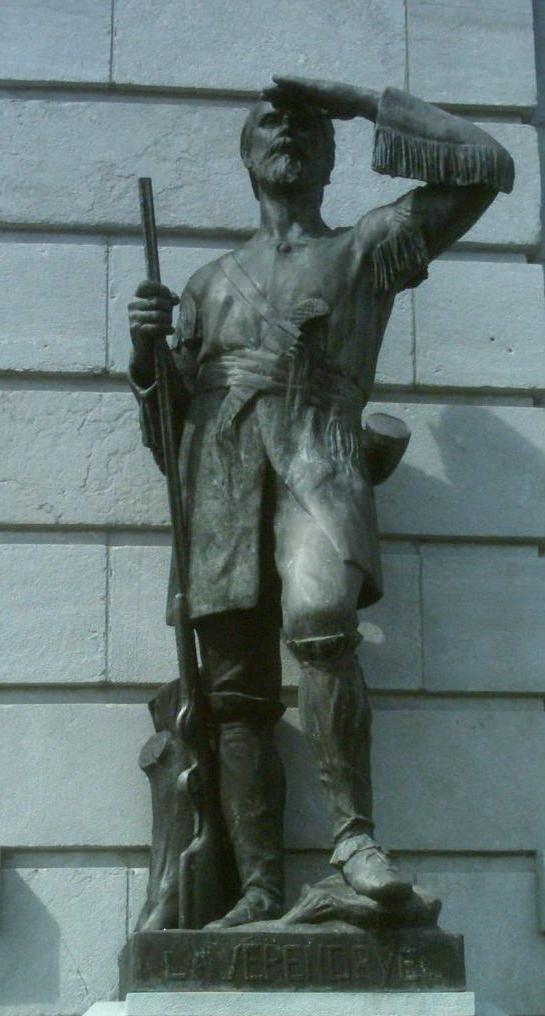
Pierre Gaultier de Varennes, sieur de La Vérendrye
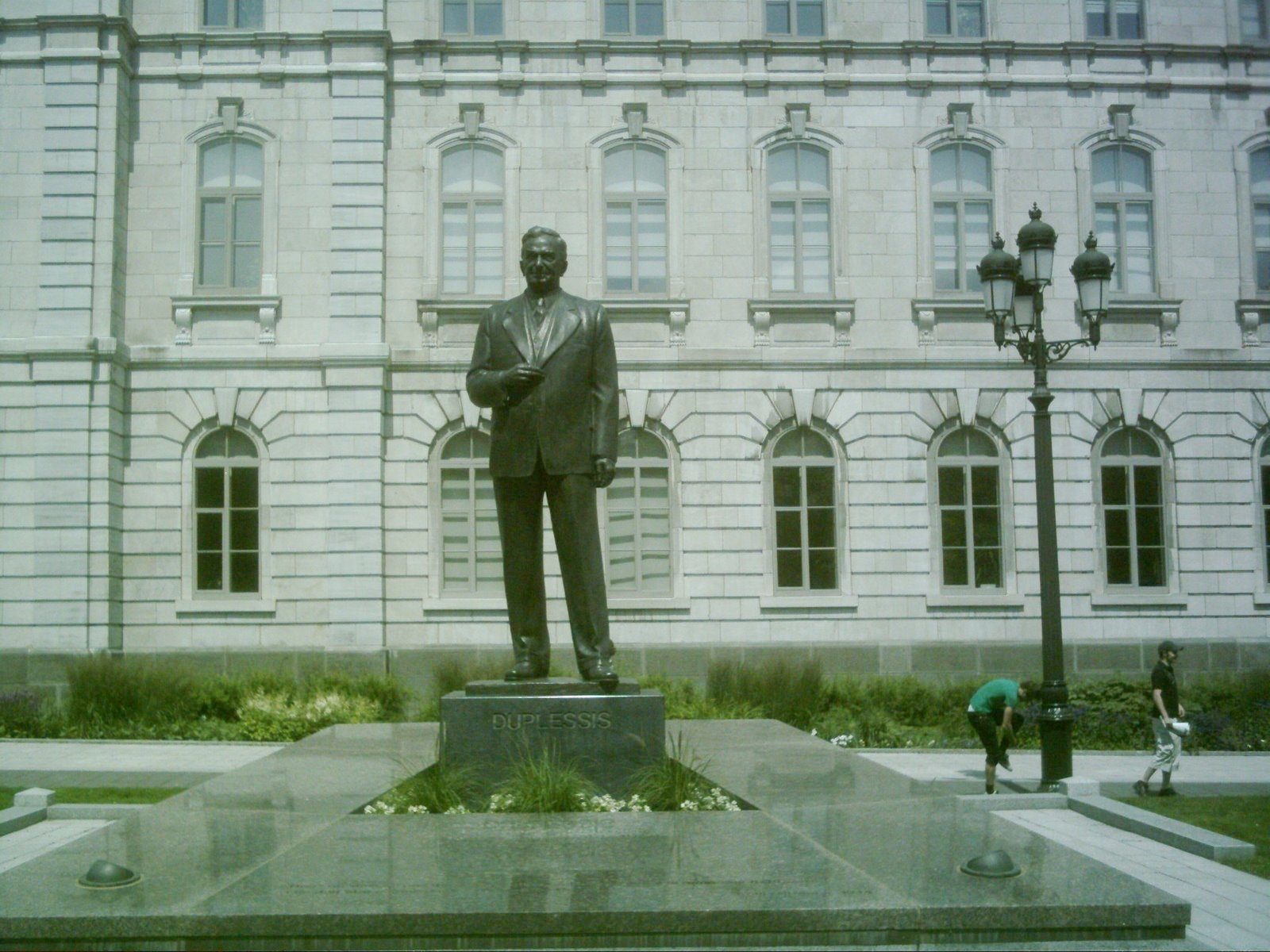
Maurice Duplessis
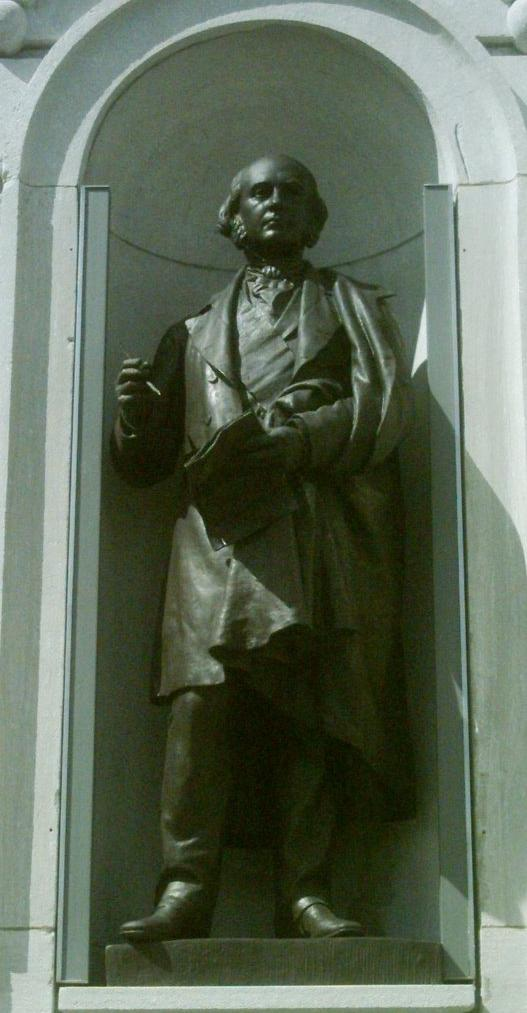
Lord Elgin, James Bruce
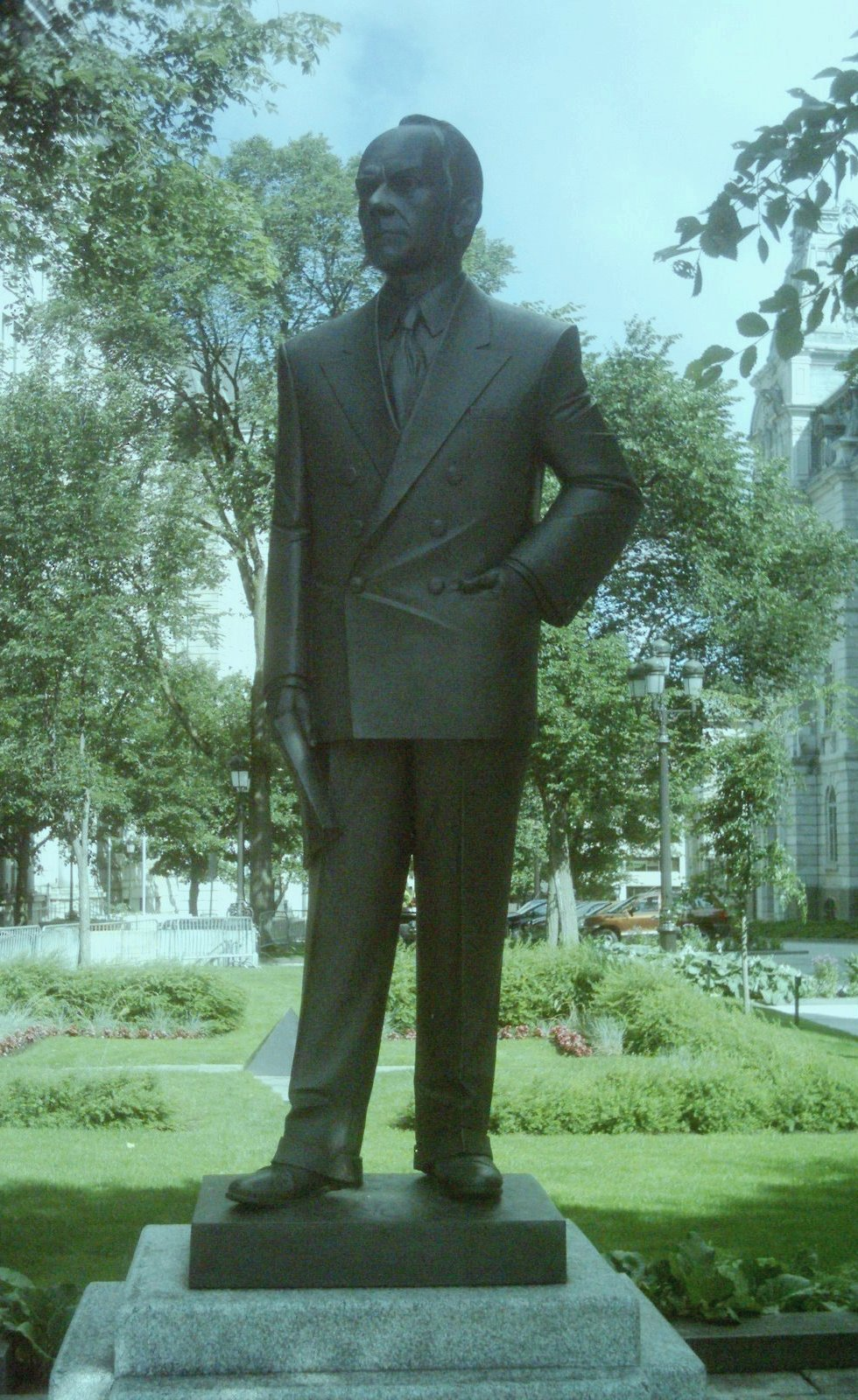
Adelard Godbout
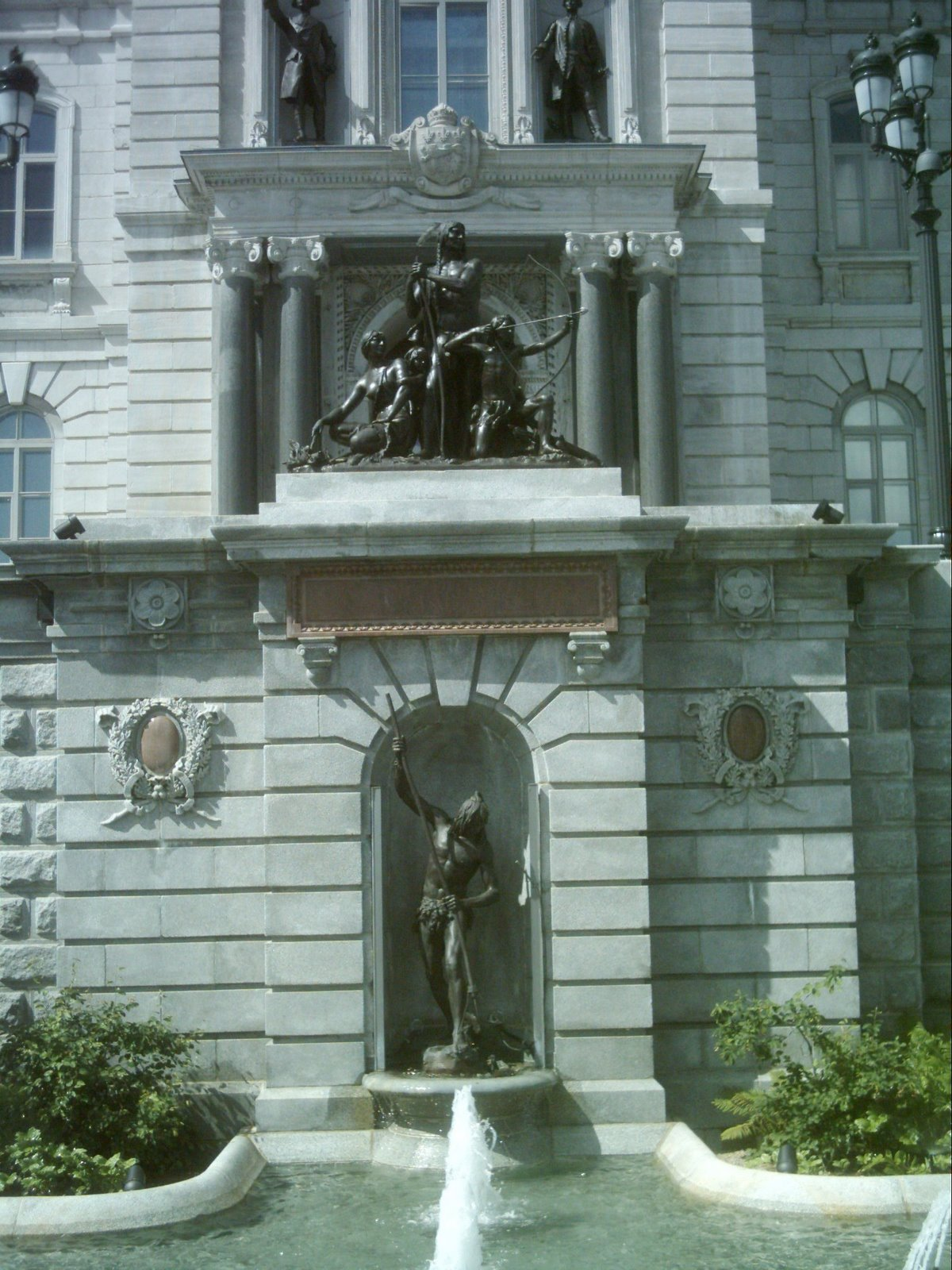
Familia amerindia
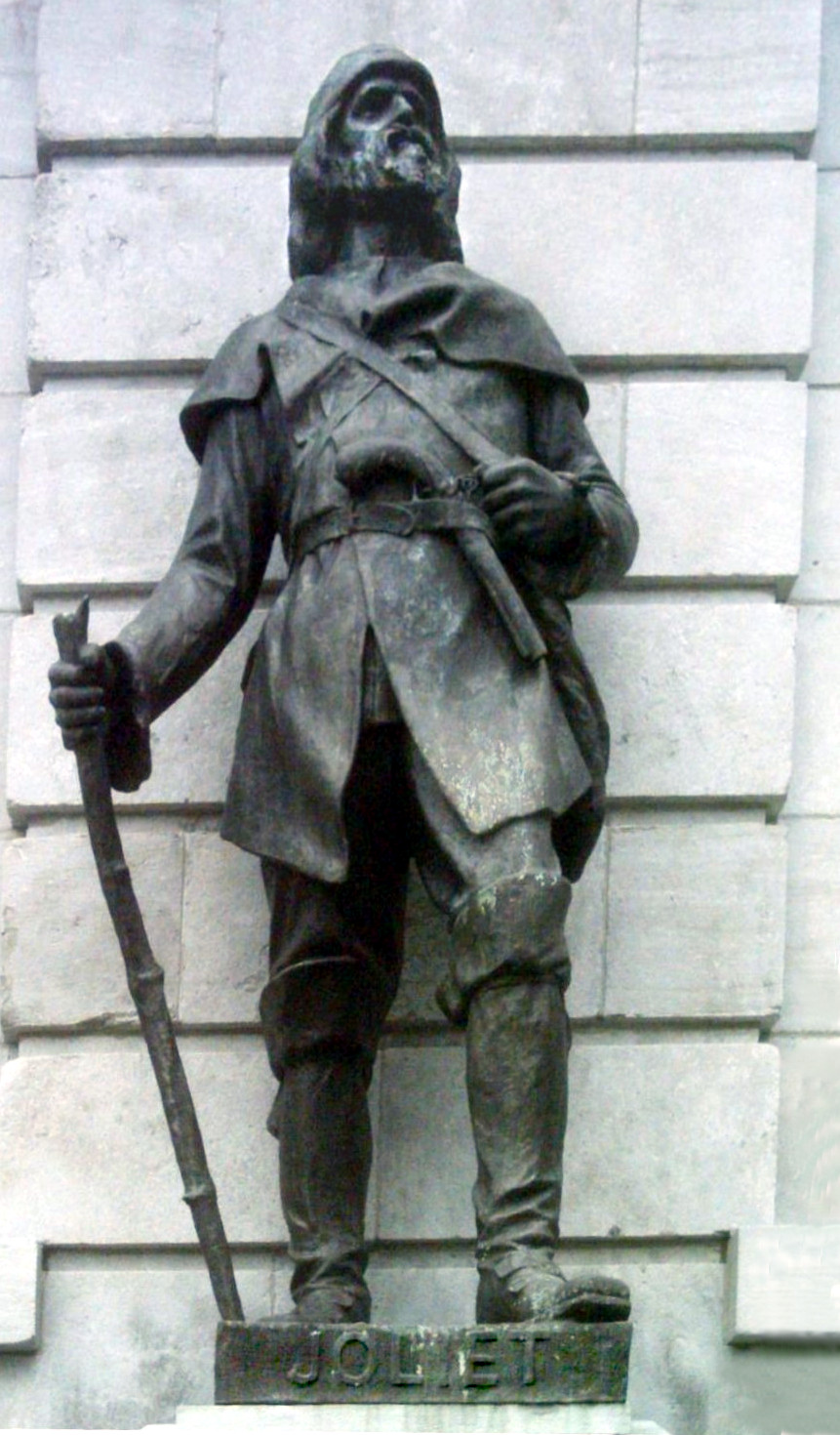
Louis Jolliet
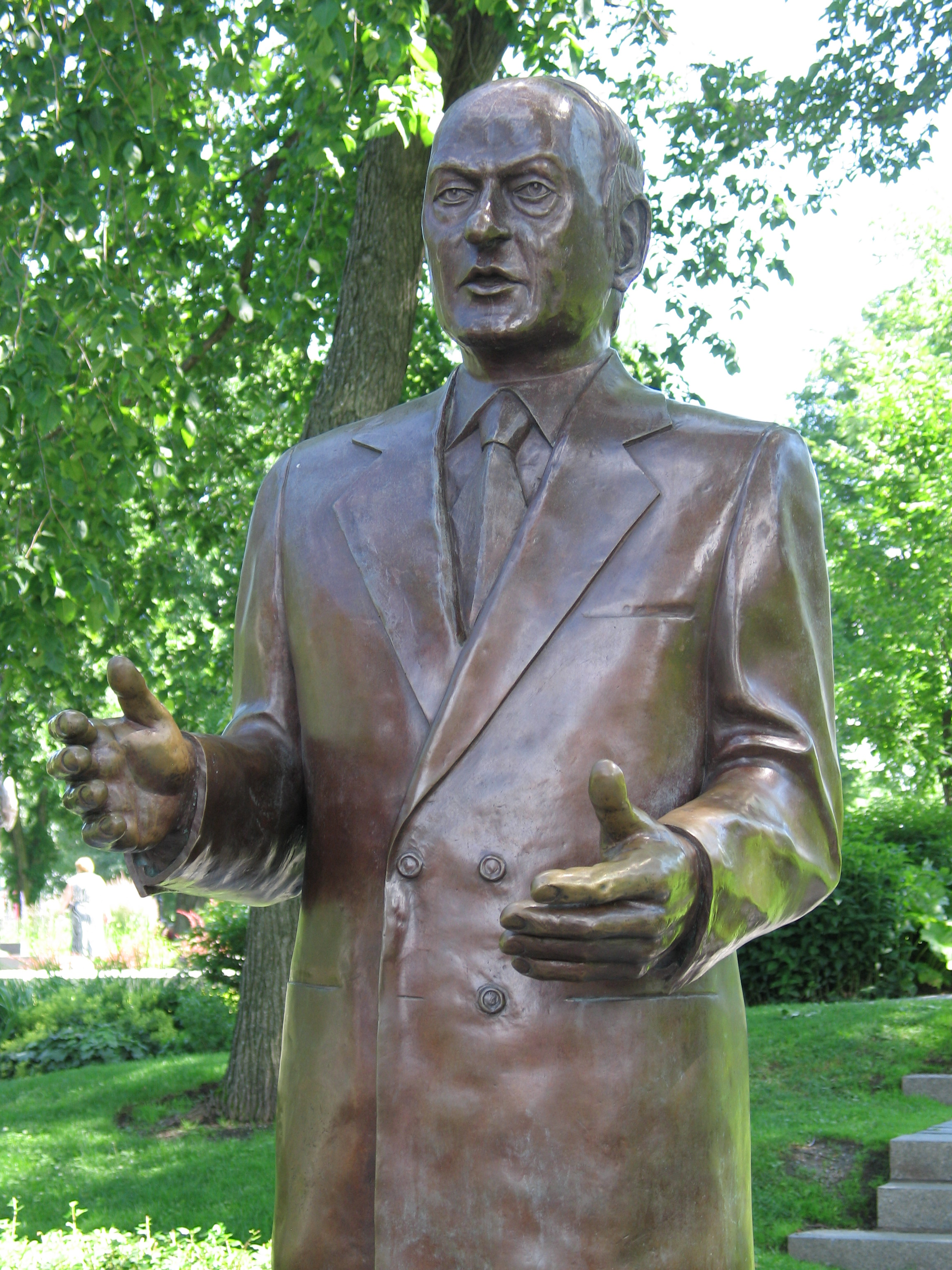
René Lévesque
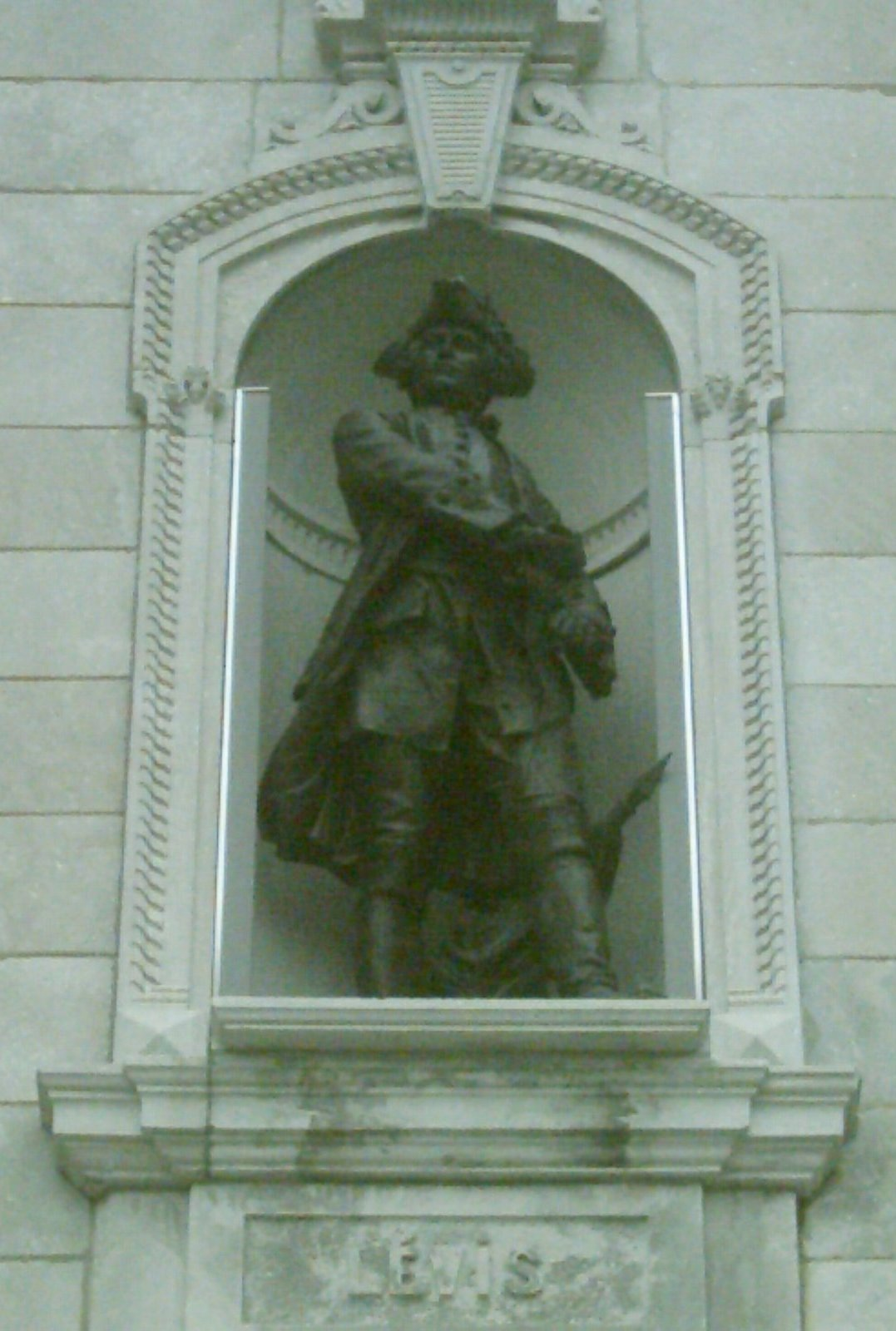
Francis de Gaston, Chevalier de Levis
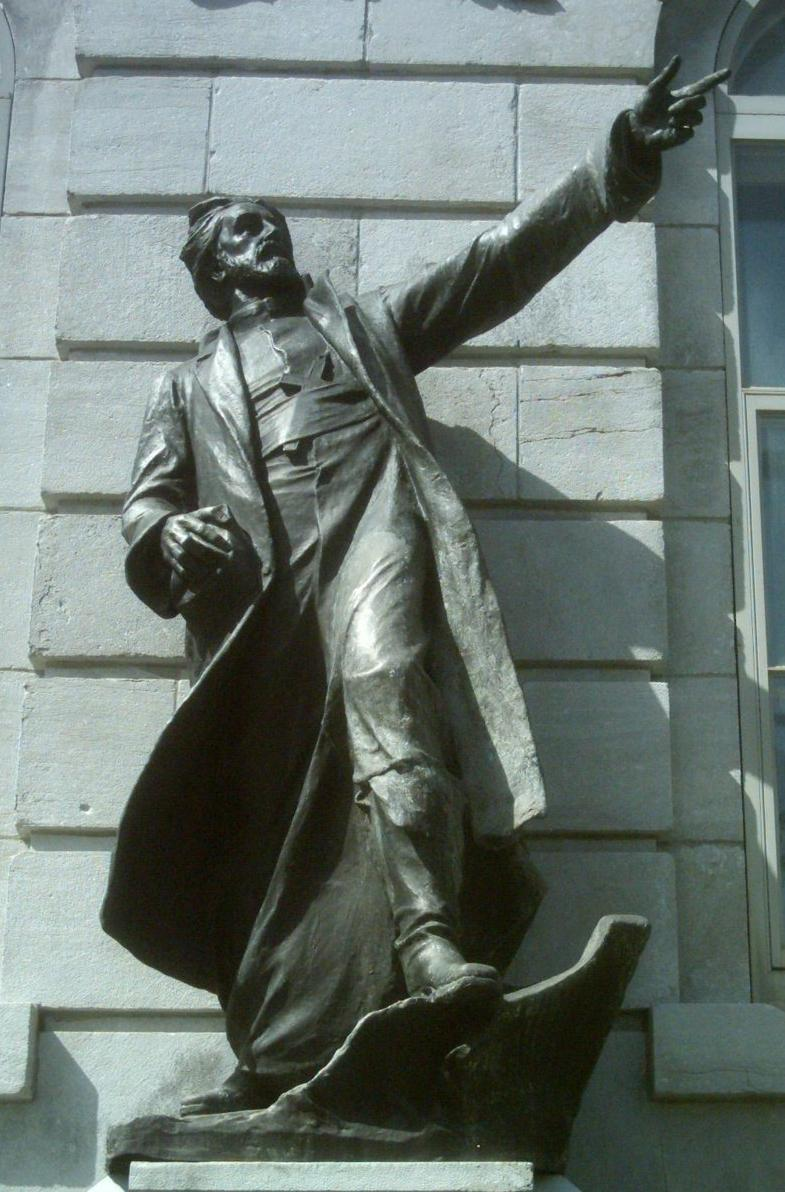
Jacques Marquette
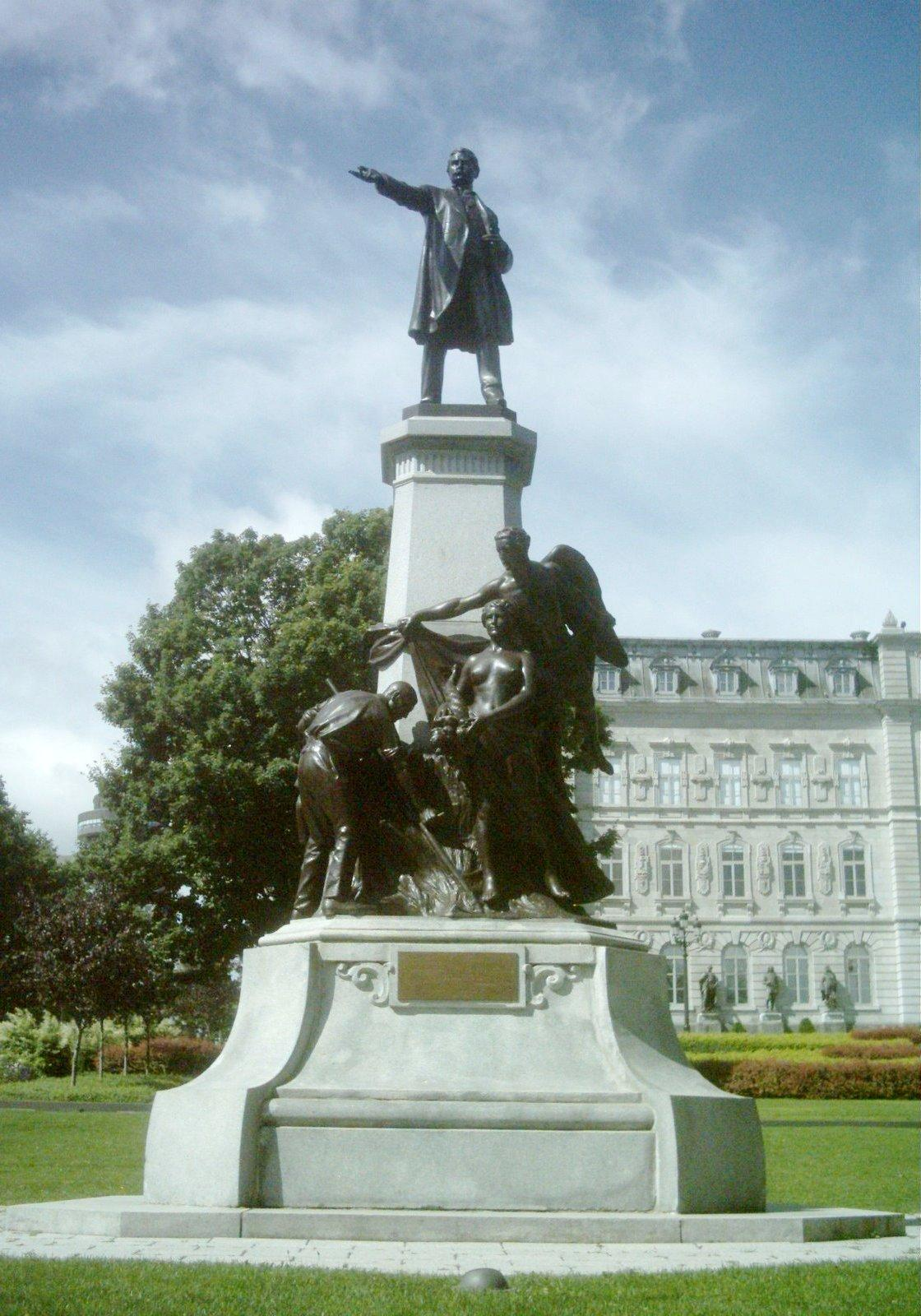
Honoré Mercier
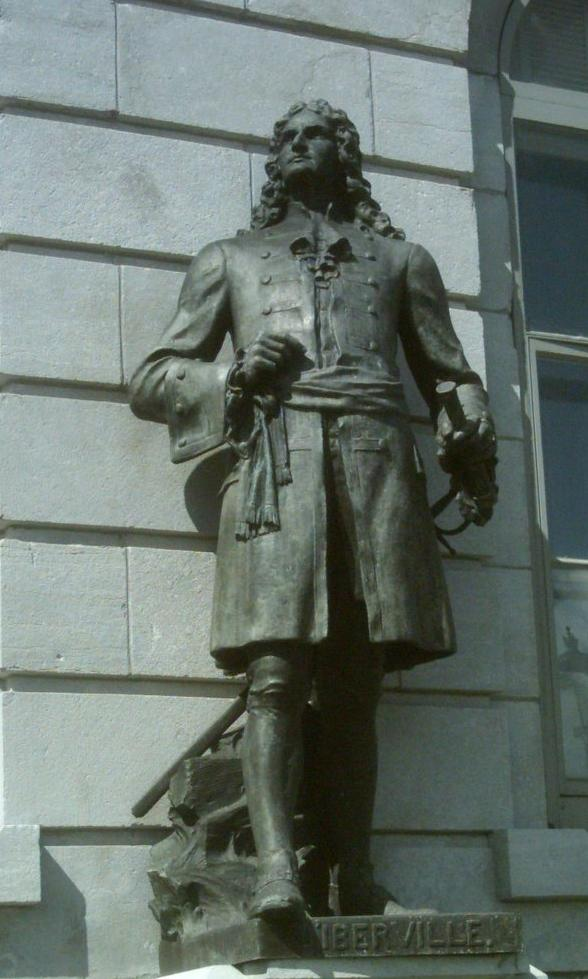
Pierre Le Moyne, sieur d'Iberville
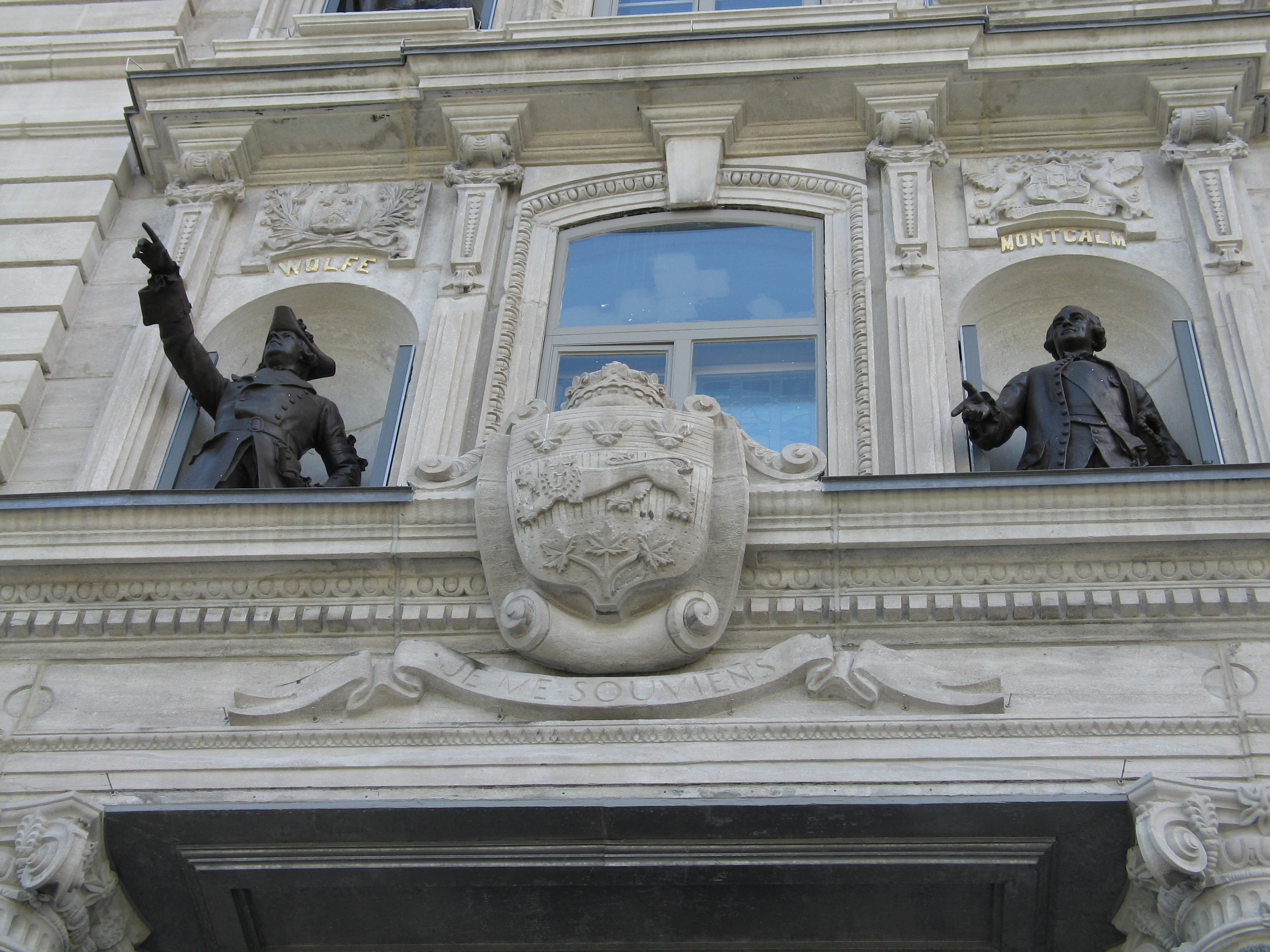
James Wolfe  y marqués de Montcalm